# مدلبی
مدلبی (به آلمانی: Medelby) یک شهر در آلمان است که در اشلسویگ-فلنسبورگ واقع شده‌است. مدلبی  ۸۹۹ نفر جمعیت دارد.